# Saint-Fiacre-sur-Maine
Saint-Fiacre-sur-Maine – miejscowość i gmina we Francji, w regionie Kraj Loary, w departamencie Loara Atlantycka.
Według danych na rok 2010 gminę zamieszkiwały 1194 osoby, a gęstość zaludnienia wynosiła 200 osób/km².